# Atletica leggera alla XXX Universiade - 5000 metri piani femminili
La specialità dei 5000 metri piani femminili alla Universiade di Napoli 2019 si è svolta tra il 10 ed il 12 luglio 2019.

## Podio
| Oro     | Jessica Judd Regno Unito        |
| Argento | Nicole Hutchinson Canada        |
| Bronzo  | Julia van Velthoven Paesi Bassi |

## Risultati

### Batterie
Passano in semifinale le prime cinque atlete di ogni batteria (Q) e le cinque atlete con i migliori tempi tra le escluse (q).
| Posizione | Batteria | Nome                     | Nazione       | Tempo    | Note |
| --------- | -------- | ------------------------ | ------------- | -------- | ---- |
| 1         | 1        | Tomomi Musembi Takamatsu | Giappone      | 16:19.61 | Q    |
| 2         | 1        | Maria Chiara Cascavilla  | Italia        | 16:20.05 | Q,   |
| 3         | 1        | Caitlin Adams            | Australia     | 16:24.23 | Q    |
| 4         | 1        | Julia van Velthoven      | Paesi Bassi   | 16:24.81 | Q    |
| 5         | 1        | Jessica Judd             | Regno Unito   | 16:27.46 | Q    |
| 6         | 2        | Katarzyna Jankowska      | Polonia       | 16:30.67 | Q    |
| 7         | 2        | Achash Kinetibeb         | Etiopia       | 16:31.61 | Q    |
| 8         | 2        | Yuna Wada                | Giappone      | 16:33.86 | Q    |
| 9         | 2        | Nicole Hutchinson        | Canada        | 16:34.38 | Q    |
| 10        | 2        | Hannah Miller            | Nuova Zelanda | 16:40.54 | Q    |
| 11        | 1        | Knight Aciru             | Uganda        | 16:41.34 | q    |
| 12        | 2        | Joana Ferreira           | Portogallo    | 17:04.82 | q,   |
| 13        | 2        | Arati Dattatray Patil    | India         | 17:17.05 | q    |
| 14        | 2        | Aynslee van Graan        | Sudafrica     | 17:21.32 | q    |
| 15        | 1        | Noel Palmer              | Stati Uniti   | 17:24.29 | q    |
| 16        | 1        | Nokuthula Dlamini        | Sudafrica     | 17:38.01 |      |
| 17        | 2        | Maria Larsen             | Danimarca     | 17:53.22 |      |
| 18        | 1        | Prajakta Vilas Godbole   | India         | 18:23.92 |      |
| 19        | 1        | Karen Ayala              | Argentina     | 18:54.99 |      |
|           | 1        | Meswat Asmare            | Etiopia       | DNS      |      |
|           | 2        | Isobel Batt-Doyle        | Australia     | DNS      |      |
|           | 2        | Docus Ajok               | Uganda        | DNS      |      |

### Finale
| Pos. | Nome                     | Nazione       | Tempo    | Note                          |
| ---- | ------------------------ | ------------- | -------- | ----------------------------- |
|      | Jessica Judd             | Regno Unito   | 15'45"82 |                               |
|      | Nicole Hutchinson        | Canada        | 15'48"06 |                               |
|      | Julia van Velthoven      | Paesi Bassi   | 15'51"75 | Miglior prestazione personale |
| 4    | Yuna Wada                | Giappone      | 15'56"94 |                               |
| 5    | Katarzyna Jankowska      | Polonia       | 15'57"76 |                               |
| 6    | Maria Chiara Cascavilla  | Italia        | 15'59"66 | Miglior prestazione personale |
| 7    | Tomomi Musembi Takamatsu | Giappone      | 16'03"57 |                               |
| 8    | Caitlin Adams            | Australia     | 16'07"38 |                               |
| 9    | Hannah Miller            | Nuova Zelanda | 16'12"40 |                               |
| 10   | Achash Kinetibeb         | Etiopia       | 16'29"86 |                               |
| 11   | Knight Aciru             | Uganda        | 16'38"18 | Miglior prestazione personale |
| 12   | Arati Dattatray Patil    | India         | 17'02"08 |                               |
| 13   | Joana Ferreira           | Portogallo    | 17'18"80 |                               |
| 14   | Noel Palmer              | Stati Uniti   | 17'33"48 |                               |
| 15   | Aynslee van Graan        | Sudafrica     | 17'42"76 |                               |